# 煤化学
煤化学兴起于18世纪产业革命之后。随着蒸汽机的广泛使用，作为蒸汽机重要动力来源的煤受到了科学界的广泛重视和研究。18世纪后，煤成为了世界范围内最主要的能源物质，也成为了一个庞大的工业产业体系；煤在世界能源消费中所占的比重由1860年的24%猛增到1900年的95%。

## 研究范围
煤化学是煤科学的一个重要分支，煤化学主要研究的内容有煤的生成、组成、结构、性质、分类、转化过程与合理利用。

## 发展历程
煤科学的发展大致可分为三个阶段

### 开创阶段
1813年-1913年
此阶段人们迫于现实的需求开始了对于煤的研究。主要研究成果如下
| 时间         | 研究成果                                 |
| ------------ | ---------------------------------------- |
| 19世纪30年代 | 煤的植物起源学说                         |
| 19世纪40年代 | 煤的微观研究、热解、溶剂分离、煤的可塑性 |
| 1873年       | 煤的分类系统                             |

1873年Regnault根据大量元素分析提出的煤的分类系统标志着煤化学学科的开创

### 鼎盛阶段
1913年-1963年
此时期煤占据着世界能源的垄断地位，煤化学的研究蓬勃发展。美国、德国、英国、法国、日本、苏联、波兰等国家相继建立了很多高水平的煤科学研究所，并在大学中开设相关的专业。这极大的促进了学科的发展，这段时间的研究成果包括焦化技术、液化技术、成焦机理与煤的物理和化学结构等组成了现代煤化学。1931年Friedrich Berguis凭借其于1913年左右开发的《煤在高温高压下直接加氢液化技术》获得了煤化学科技史上唯一的诺贝尔奖。

### 衰落与复兴
1963年-今
二十世纪六十年代由于廉价石油和天然气的大量开发利用，能源领域的注意力和研究重点纷纷转向了石油天然气工业和石油化工，煤炭工业逐渐衰落，有关煤的科学研究几乎停滞不前。但70年代中期的几次石油危机，石油价格猛涨，使得人们产生了对石油工业的担忧，煤化学的研究重新得到了人们的重视。1990年来由于环境问题，煤化学面对了很多新的亟待解决的问题。目前，煤化学的主要研究方向是煤的组成结构、污染组分及有害元素的认识、煤的高效清洁利用、煤的定向转化等